# ماساکی گوتو
ماساکی گوتو (انگلیسی: Masaaki Goto؛ زادهٔ ۲۴ مهٔ ۱۹۹۴) بازیکن فوتبال اهل ژاپن است.